# Marc le Mage
Pour les articles homonymes, voir Marc.
Marc le Mage est une personnalité du christianisme gnostique du IIe siècle, disciple de Valentin et actif avec ses disciples – les « marcosiens » – dans la région de Lyon. 
Suivant son adversaire l'hérésiologue Irénée de Lyon au travers duquel on connaît son existence, il substituait à la Trinité une Quaternité, en y admettant en Dieu l'Ineffable, le Silence, le Père, la Vérité. Il rejetait les sacrements et même le baptême. Il s'attira un grand nombre de partisans par des prophéties, particulièrement des femmes.